# Infamy
Infamy – piąty studyjny album amerykańskiego zespołu hip-hopowego Mobb Deep. Został wydany 11 grudnia, 2001 roku nakładem wytwórni Loud/Columbia/SME Records. Album sprzedał się w ilości ponad 500.000 egzemplarzy, i został zatwierdzony jako złoto.

## Lista utworów
| Nr | Tytuł                        | Producent(ci) | Wykonawcy                                  | Czas  |
| -- | ---------------------------- | ------------- | ------------------------------------------ | ----- |
| 1  | „Pray for Me”                | Havoc         | Havoc, Lil’ Mo, Prodigy                    | 3:22  |
| 2  | „Get Away”                   | Ez Elpee      | Havoc, Prodigy                             | 3:40  |
| 3  | „Bounce”                     | Havoc         | Havoc, Prodigy                             | 4:13  |
| 4  | „Clap”                       | Havoc         | Havoc, Prodigy                             | 4:53  |
| 5  | „Kill That Nigga”            | Havoc         | Havoc, Prodigy                             | 3:47  |
| 6  | „My Gats Spitting”           | Havoc         | Havoc, Infamous Mobb, Prodigy              | 4:34  |
| 7  | „Handcuffs”                  | Havoc         | Havoc                                      | 3:34  |
| 8  | „Hey Luv (Anything)”         | Havoc         | 112, Havoc, Prodigy                        | 4:04  |
| 9  | „The Learning (Burn)”        | Havoc         | Big Noyd, Havoc, Prodigy, Vita             | 4:17  |
| 10 | „Live Foul”                  | Scott Storch  | Havoc, Prodigy                             | 4:24  |
| 11 | „Hurt Niggas”                | Havoc         | Havoc, Prodigy                             | 3:30  |
| 12 | „Get At Me”                  | The Alchemist | Havoc, Prodigy                             | 3:33  |
| 13 | „I Won't Fall”               | Scott Storch  | Havoc, Prodigy                             | 4:20  |
| 14 | „Crawlin'”                   | Havoc         | Havoc, Prodigy                             | 4:07  |
| 15 | „Nothing Like Home”          | Havoc         | Havoc, Littles, Prodigy                    | 4:27  |
| 16 | „There I Go Again / So Long” | Scott Storch  | Havoc, Johnson Sisters, Prodigy, Ron Isley | 10:17 |
| 17 | „So Long” (Bonus Track)      | Havoc         | Havoc, Prodigy                             | 3:34  |

## Sample
Get Away
- „Taking Me Higher” - Barclay James Harvest

Nothing Like Home
- „Cause I Love You” - Lenny Williams

Get At Me
- „Spread Love” - Mobb Deep

## Notowania albumu
| Rok  | Album  | Notowania     | Notowania              | Notowania |
| Rok  | Album  | Billboard 200 | Top R&B/Hip Hop Albums |           |
| ---- | ------ | ------------- | ---------------------- | --------- |
| 2001 | Infamy | 22            | 1                      |           |

## Notowania singli
| Rok  | Utwór                | Notowania         | Notowania             | Notowania       | Notowania |
| Rok  | Utwór                | Billboard Hot 100 | Hot R&B/Hip-Hop Songs | Hot Rap Singles |           |
| ---- | -------------------- | ----------------- | --------------------- | --------------- | --------- |
| 2001 | „Burn”               | –                 | 56                    | 14              |           |
| 2001 | „Hey Luv (Anything)” | 58                | 32                    | –               |           |
| 2002 | „Get Away”           | –                 | 75                    | –               |           |
| 2002 | „Pray for Me”        | –                 | –                     | –               |           |